# Ariobarzan I. od Ponta
Ariobarzan I. od Ponta (perz. Ariyabrdhna, grč. Aριoβαρζάνης) je bio prvi poznati vladar (satrap) maloazijske pokrajine Pont, od kojeg potječe loza budućih pontskih vladara. S vlasti je svrgnut nakon što ga je izdao vlastiti sin Mitridat I. te predao u zarobljeništvo svom naređenom, perzijskom kralju.
Veliki broj povjesničara smatra kako je upravo on bio Ariobarzan koji je 405. pr. Kr. dao utočište atenskim izaslanicima koji su pobjegli iz trogodišnjeg zarobljeništva na dvoru perzijskog princa Kira Mlađeg, dok se s druge strane se manje vjerojatnim čini kako je on bio onaj Ariobarzan koji je spartanskom diplomatu Antalkidi pomogao pri misiji koja će završiti sklapanjem Kraljevskog mira (388. pr. Kr.).

## Poveznice
- Mitridat I.
- Kir Mlađi

| Prethodnik: | Satrap Ponta | Nasljednik:                    |
| Nepoznat    | Satrap Ponta | Mitridat I. (? - 363. pr. Kr.) |

## Vanjske poveznice
- Ariobarzan (Ariobarzanes), AncientLibrary.com  Arhivirana inačica izvorne stranice od 31. prosinca 2005. (Wayback Machine)